# Klushunden

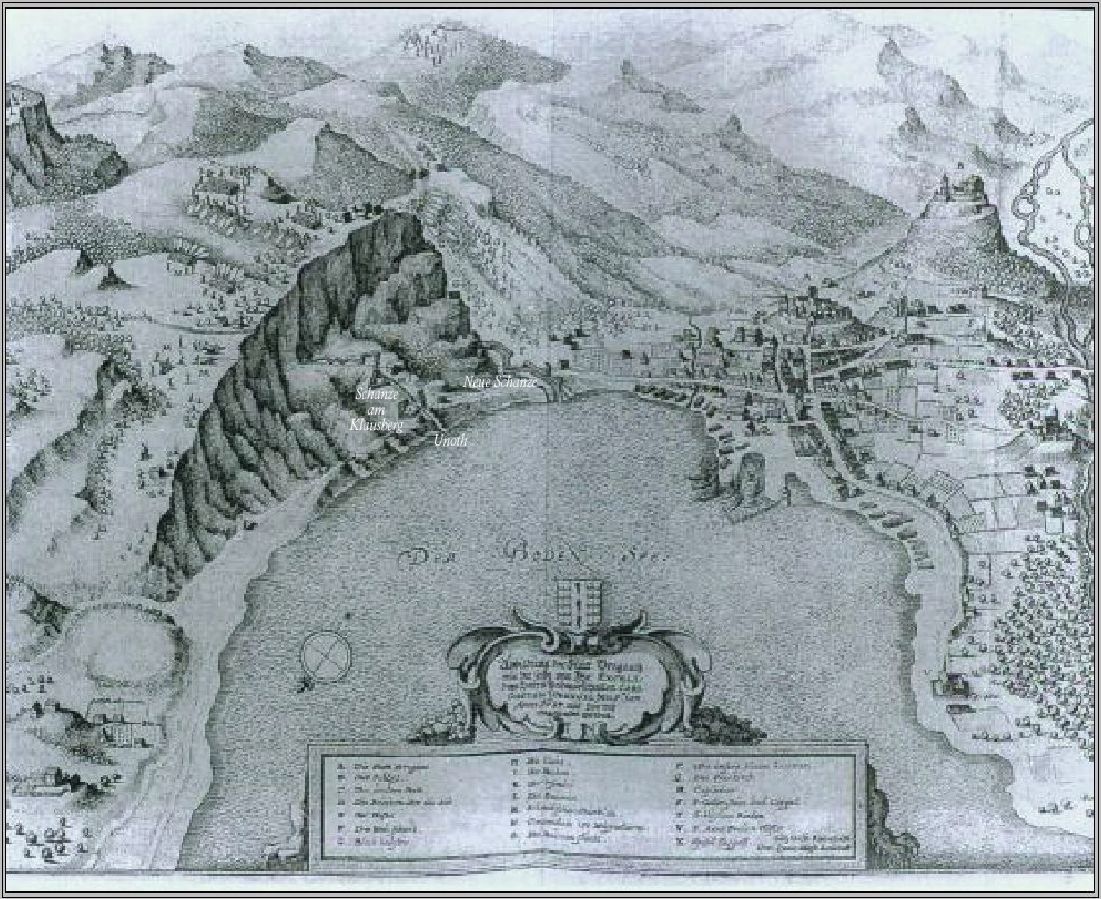
Gustav Wrangel intar Bregenz, kopparstick från Theatrum Europaeum (1629–1650) av Matthäus Merian, vid vänstra sidan av sjön syns „Bregenzer Klause“.

Klushunden är en demon som förekommer i ett sägen i Vorarlberg i västra Österrike.
Den stora svarta hunden ska vara en förrädare som 1647 under Trettioåriga kriget överlämnade informationer till Carl Gustaf Wrangel om hur staden Bregenz kunde intagas. Namnet syftar på ett trångt ställe mellan en bergvägg och en sjö (tyska Klause eller Kluse) vid förorten Lochau, där Wrangel lyckades gå förbi sina motståndare. Den svenska militären fanns plötsligt i den österrikiska försvarsmaktens rygg och denna lämnade Bregenz panikartat. Skansen och antalet försvarare vid bergväggen var otillräckligt kalkylerade. Dessutom antogs inte att svenskarna skulle gå över bergsryggen bredvid.
Klushunden var ett försök att undangömma de egentliga orsakerna till förlusten. Enligt sägnen hade Wrangel fått tag i ett gyllene kägelspel som fanns i palatset (slottet) i Hohenems. Han erbjöd enligt berättelsen spelet till förrädaren. Som straff förvandlades förrädaren efter döden till en hund med ögon stora som tallrikar. Hunden är tvungen att vandra en lång sträcka på den romerska vägen i regionen i all evighet.